# Natalia Kalashnikova
Natalia Kalashnikova es una deportista soviética que compitió en piragüismo en la modalidad de aguas tranquilas. Ganó tres medallas en el Campeonato Mundial de Piragüismo entre los años 1978 y 1983.

## Palmarés internacional
| Campeonato Mundial | Campeonato Mundial    | Campeonato Mundial | Campeonato Mundial |
| Año                | Lugar                 | Medalla            | Evento             |
| ------------------ | --------------------- | ------------------ | ------------------ |
| 1978               | Belgrado (Yugoslavia) | Medalla de plata   | K2 500 m           |
| 1979               | Duisburgo (RFA)       | Medalla de oro     | K2 500 m           |
| 1983               | Tampere (Finlandia)   | Medalla de plata   | K4 500 m           |